# Linhevenator
Linhevenator ("lovec z oblasti Linhe") byl menším masožravým dinosaurem (teropodem) z čeledi Troodontidae, který žil v období svrchní křídy před asi 75 miliony let na území dnešního Vnitřního Mongolska (autonomní oblast Číny). Tento malý troodontid dosahoval délky zhruba 2,1 metru a hmotnosti kolem 25 kilogramů.

## Historie objevu
Fosilie tohoto dinosaura byly objeveny v usazeninách souvrství Bajan Mandahu. Typový druh byl popsán roku 2011 pod jménem Linhevenator tani. Holotyp nese označení LHV0021 a sestává z nekompletní kostry, zahrnující i části lebky. Tento troodontid patří k vývojově vyspělým zástupcům a vykazuje zajímavou směsici anatomických znaků (příklad mozaikové evoluce).